# Foxy Brown (film)
Foxy Brown is een Amerikaanse blaxploitation-vigilantefilm uit 1974 geregisseerd door Jack Hill. De muziek in de film is van Willie Hutch. Foxy Brown wordt gezien als een van de invloedrijkste films in het blaxploitation-genre.
Pam Grier speelt hierin een sexy maar wraaklustige vrouw die het in haar eentje tegen een bende opneemt. De film was oorspronkelijk bedoeld als vervolg op Coffy. Uiteindelijk werd besloten van Foxy Brown een losstaande film te maken.

## Synopsis
Wanneer haar vriend vermoord wordt, besluit Foxy Brown zelf wraak te nemen. Ze doet zich voor als prostituee om zo de bende te infiltreren die haar vriend gedood heeft. De manier waarop ze de bendeleden een voor een vermoordt, is behoorlijk bloederig.

## Rolverdeling
| Acteur         | Personage           |
| -------------- | ------------------- |
| Pam Grier      | Foxy Brown          |
| Antonio Fargas | Link Brown          |
| Peter Brown    | Steve Elias         |
| Kathryn Loder  | Miss Katherine Wall |
| Terry Carter   | Michael Anderson    |
| Harry Holcombe | Fenton (rechter)    |
| Sid Haig       | Hays                |
| Juanita Brown  | Claudia             |
| Bob Minor      | Oscar               |
| Tony Giorgio   | Eddie               |
| Fred Lerner    | Bunyon              |
| H.B. Haggerty  | Brandi              |
| Boyd Morgan    | Slauson             |

## Invloed op andere films
De titel van de film Jackie Brown is gebaseerd op Foxy Brown. De hoofdrol in deze film wordt ook door Pam Grier gespeeld. Ook hier besluit een vrouw het recht in eigen hand te nemen, maar het gaat er in Jackie Brown wel een stuk rustiger aan toe. Ook het personage Foxy Cleopatra in Austin Powers 3: Goldmember is geïnspireerd door Foxy Brown.